# Tsnori
Tsnori (georgiska წნორი) är en stad (sedan 1965) i den östliga regionen Kachetien i Georgien. Staden ligger i Alazanidalen, 6 kilometer från staden Sighnaghi och hade 4 815 invånare (år 2014).
Från staden kommer fotbollsklubben Milani Tsnori.